# تایلند جنوبی

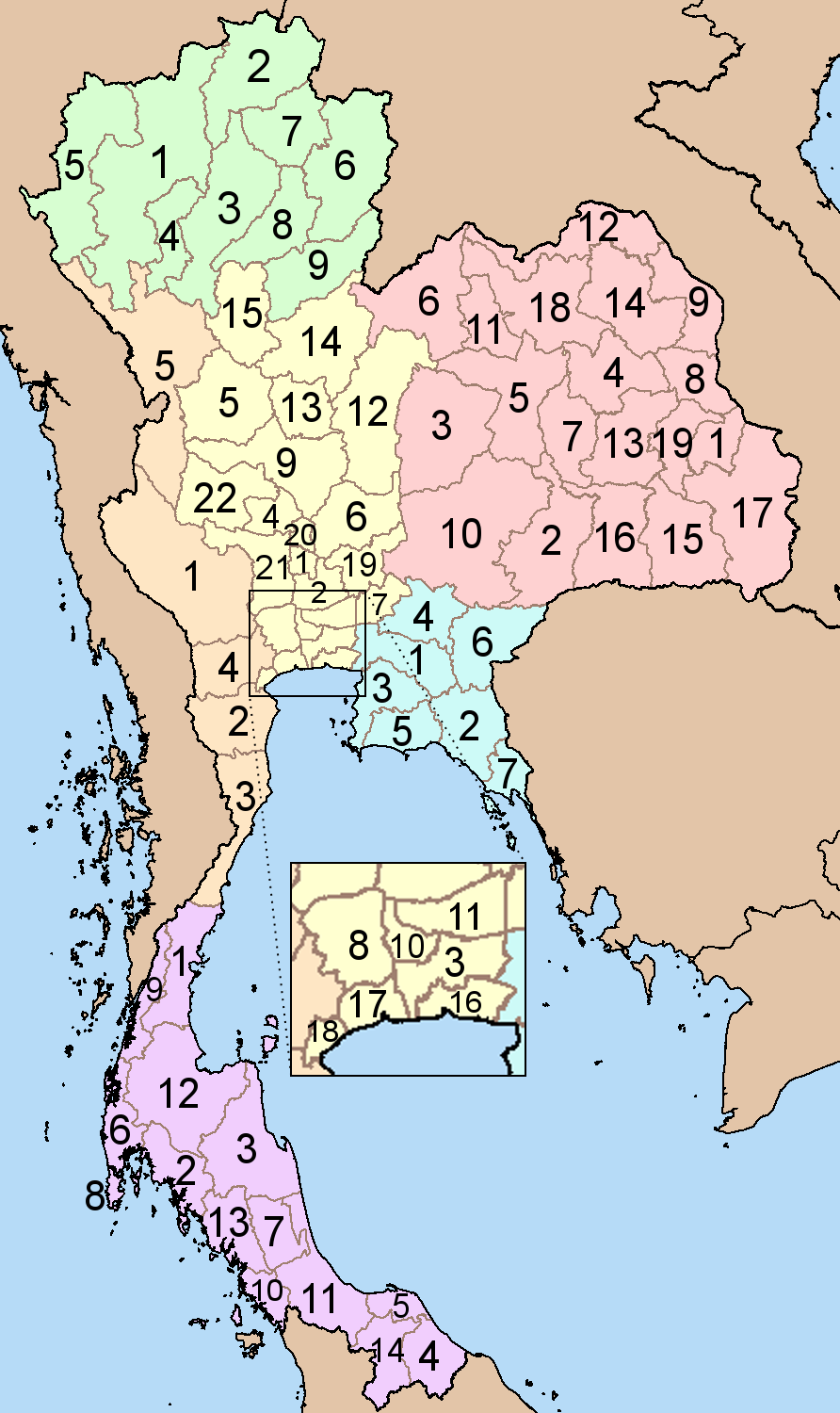
نقشهٔ تایلند و شش ناحیه آن. ناحیه جنوب با رنگ بنفش مشخص شده است.

تایلند جنوبی یکی از شش منطقه جغرافیایی کشور تایلند است که بر اساس تقسیمات کشوری این کشور تعریف می‌شود .
منطقه جنوب تایلند شامل ۱۴ استان به شرح زیر است:
1. چومفون
2. کرابی
3. ناخون سی تاممارات
4. ناراتیوات
5. پاتانی
6. فانگ نگا
7. فاتالونگ
8. فوکت
9. رانونگ
10. استان ساتون
11. سونگخلا
12. سورات تانی
13. ترانگ
14. یالا